# Rayan Berberi
Rayan Berberi (* 18. března 2004) je makedonsko-lucemburský fotbalista, který hraje na pozici záložníka. Od února 2025 je hráčem SK Dynamo České Budějovice.

## Kariéra
Během dospívání se připojil k mládežnické akademii francouzského klubu FC Metz. V roce 2019 se dostal do fotbalové akademii belgického týmu Standard Lutych. Hrál za rezervní tým klubu, kde byl považován za jednoho nejdůležitějších hráčů. Avšak trénoval i s prvním týmem. jeho fotbalovým vzorem je Andrés Iniesta.
V zimě 2025 byl na zkoušce v českém klubu SK Dynamo České Budějovice. V únoru s klubem podepsal profesionální smlouvu.
Nastupoval za mládežnickou reprezentaci Lucemburska a později i za severomakedonskou.